# Водяне (зупинний пункт, Південна залізниця)
Водяне́ — пасажирський зупинний пункт Харківського залізничного вузла Полтавського напрямку. Розташований між платформою Коротич та станцією Люботин. Пункт розташований у місті Люботин. На пункті зупиняться лише приміські потяги. Пункт належить до Харківської дирекції Південної залізниці.
Відстань до станції Харків-Пасажирський — 22 км.